# اینگیریا
اینگیریا (به لاتین: Ingiriya) یک منطقهٔ مسکونی در سری‌لانکا است که در ناحیه کالوتارا واقع شده‌است. اینگیریا ۵۶٬۰۷۴ نفر جمعیت دارد و ۱۳۷ متر بالاتر از سطح دریا واقع شده‌است.